# Cinglis andalusiaria
Cinglis andalusiaria är en fjärilsart som beskrevs av Wagner 1935. Cinglis andalusiaria ingår i släktet Cinglis och familjen mätare. Inga underarter finns listade i Catalogue of Life.